# 夏洛特皇后大學
夏洛特皇后大學（Queens University of Charlotte）是一所位於美國北卡羅來納州夏洛特的男女共學的私立大學，其名稱是為了紀念夏洛特皇后。該大學建立於1857年，當時成為夏洛特女子研究所（Charlotte Female Institute），1912年稱皇后學院（Queens College），2002年6月1日正式改現名。

## 外部連結
- Queens University of Charlotte （页面存档备份，存于）
- Queens University of Charlotte Athletics （页面存档备份，存于）
- Student Yearbooks 1937-2007[永久]

35°11′20″N 80°49′56″W / 35.188833°N 80.832318°W